# Myelochroa crassata
Myelochroa crassata är en lavart som först beskrevs av Hale, och fick sitt nu gällande namn av Elix & Hale. Myelochroa crassata ingår i släktet Myelochroa och familjen Parmeliaceae.   Inga underarter finns listade i Catalogue of Life.